# NGC 2629
NGC 2629 est une galaxie lenticulaire située dans la constellation de la Grande Ourse. NGC 2629 a été découverte par l'astronome germano-britannique William Herschel en 1802.

## Caractéristiques
Sa vitesse par rapport au fond diffus cosmologique est de 3 628 ± 13 km/s, ce qui correspond à une distance de Hubble de 53,5 ± 3,8 Mpc (∼174 millions d'al).
À ce jour, trois mesures non basées sur le décalage vers le rouge (redshift) donnent une distance de 43,167 ± 7,332 Mpc (∼141 millions d'al), ce qui est à l'intérieur des valeurs de la distance de Hubble. Notons cependant que c'est avec la valeur moyenne des mesures indépendantes, lorsqu'elles existent, que la base de données NASA/IPAC calcule le diamètre d'une galaxie et qu'en conséquence le diamètre de NGC 2629 pourrait être d'environ 35,8 kpc (∼117 000 al) si on utilisait la distance de Hubble pour le calculer.

## Groupe d'IC 520
NGC 2629 fait partie du groupe d'IC 520. En plus d'IC 520, ce groupe renferme au moins deux autres galaxies, soit NGC 2614 et NGC 2646.